# Guzowscy herbu Jastrzębiec
Guzowscy herbu Jastrzębiec – polski ród szlachecki.

## Historia
Ród Guzowskich wywodzi się z Mazowsza. Guzowscy pochodzą z nieistniejącej już miejscowości Guzy oraz sąsiedniego Bądzyna znajdującego się obecnie w powiecie żuromińskim, w gminie Lubowidz.  Współwłaścicielem Guzów był w 1578 r. Jan Guzowski, miejscowość wraz z przysiółkiem Bądzyn dziedziczona była przez kolejnych jego potomków. Członkowie rodu spowinowaceni byli z wieloma rodzinami polskimi. Początkowo część członków rodu posługiwała się przydomkiem "Uchacz".  Guzowscy pełnili i pełnią liczne funkcje publiczne, sprawując je w poczuciu odpowiedzialności za losy Rzeczypospolitej. Guzowscy podpisali elekcję Stanisława Augusta Poniatowskiego w 1764 r. W roku 1733 Jan Guzowski pełnił funkcję sekretarza królewskiego. W czasie zaborów Guzowscy brali udział w zrywach i powstaniach niepodległościowych. Członkowie rodziny posiadali liczne dobra - głównie na terenach Ziemi Dobrzyńskiej i na Mazowszu, znajdujących się obecnie w granicach województw Kujawsko-Pomorskiego i Mazowieckiego, które współcześnie zamieszkuje większość członków rodu Guzowskich.